# Littlebourne
Littlebourne est une localité du comté du Kent, en Angleterre.

## Histoire
L'église paroissiale est dédiée à Saint Vincent de Saragosse, patron des vignerons et fut fondée par des moines au XIIIe siècle. Elle contient une peinture murale médiévale représentant Saint Christophe, patron des voyageurs.